# Tõrma (Rakvere)
Tõrma (Duits: Torma) is een plaats in de Estlandse gemeente Rakvere vald, provincie Lääne-Virumaa. De plaats telt 179 inwoners (2021) en heeft de status van dorp (Estisch: küla).

## Ligging
Tõrma ligt 4 km ten zuidwesten van het centrum van de provinciehoofdstad Rakvere, die aan Tõrma grenst, en 2,5 km ten zuidoosten van de vlek Lepna. Het dorp ligt tegen de grens tussen de gemeenten Rakvere vald en Vinni aan.
De Tugimaantee 22, de secundaire weg van Rakvere via Väike-Maarja naar Vägeva, komt door Tõrma.
Het plaatselijke kerkhof ligt tegen de grens met Rakvere. Het staat op de monumentenlijst.

## Geschiedenis
Bij Tõrma ligt een steengraf, het Tõrma kivikalme, dat in gebruik was tussen de 2e en de 6e eeuw. Bij opgravingen in 1923 zijn diverse voorwerpen gevonden. Er zijn ook sieraden uit de middeleeuwen aangetroffen, maar die zijn ook gevonden op andere plaatsen in het dorp.
Tõrma werd voor het eerst genoemd in 1219 onder de naam Turme. De Orde van de Zwaardbroeders sloeg er een kampement op tijdens een veldtocht in Wierland (Virumaa). In 1241 heette het dorp Tormas. Volgens het Grondboek van Waldemar was het het grootste dorp van Wierland. In 1489 viel het dorp als Tarmas onder de burcht van de Duitse Orde in Wesenberg (Rakvere), vanaf 1583 onder het landgoed van Wesenberg. In 1796 heette het Torma.